# Anoxia baraudi
Anoxia baraudi är en skalbaggsart som beskrevs av Keith 2003. Anoxia baraudi ingår i släktet Anoxia och familjen Melolonthidae. Inga underarter finns listade i Catalogue of Life.